# Gönen (Balıkesir)
Pour les articles homonymes, voir Gönen.
Gönen est un chef-lieu de district de la province de Balıkesir.
Gônen est un des plus importants sites de thermalisme de la région, déjà utilisé pendant l'Antiquité
| 1990   | 1997   | 2000   | 2007   | 2009   |
| ------ | ------ | ------ | ------ | ------ |
| 26 849 | 34 014 | 36 263 | 41 811 | 44 121 |

Le 18 mars 1953, la ville a été secouée par tremblement de terre de magnitude 7,3 faisant environ un millier de victimes essentiellement dans la ville de Yenice. La région avait été atteinte par un autre séisme en 1440, la ville se trouvant sur une faille tectonique connue sous le nom de faille de « Yenice–Gönen ».